# Outrón
Un outrón es una secuencia de nucleótidos en el extremo 5 'de la transcripción primaria de un gen que se elimina mediante una forma especial de empalme de ARN durante la maduración del producto de ARN final. Mientras que las secuencias de intrones se encuentran dentro del gen, las secuencias de outrón se encuentran fuera del gen.

## Características
El outrón es una secuencia similar a un intrón que posee características similares, como el contenido de G + C y un sitio aceptor de empalme que es la señal para el empalme trans. Tal sitio de trans-empalme se define esencialmente como un sitio de empalme aceptor (3 ') sin un sitio de empalme donante aguas arriba (5').
En eucariotas, tales como euglenozoos, dinoflagelados, poriferos, nematodos, cnidarios, ctenóforos, platelmintos, braquiópodos, crustáceos, quetognatos, rotíferos y urocordados, la longitud del líder longitudinalmente (SL) de outrones van de 30 a 102 nucleótidos (nt) , con el exón SL longitud que varía de 16 a 51 nt, y la longitud completa de ARN SL que varía de 46 a 141 nt.

## Proceso
En el empalme cis estándar, se requiere el sitio de empalme del donante aguas arriba junto con un sitio aceptor ubicado en la posición aguas abajo en la misma molécula pre-ARN. Por el contrario, el empalme trans SL se basa en un sitio de empalme del receptor 3 'en el outrón, y un sitio de empalme del donante 5' (dinucleótido GU) ubicado en una molécula de ARN separada, el ARN SL. Además, el outrón del ARNm prematuro contiene una adenosina ramificada, seguida de un tracto de polipirimidina aguas abajo, que interactúa con la porción del intrón de ARN SL para formar un subproducto ramificado 'Y', que recuerda al lazoestructura formada durante el empalme de intrones. La maquinaria nuclear luego resuelve esta estructura de ramificación 'Y' mediante el empalme trans de la secuencia de ARN SL al sitio aceptor de la división trans 3 ' (dinucleótido AG) del pre-ARNm.
Cuando se procesan los outrones, el exón de SL se empalma en el trans sitio de aceptores distintos, no apareados, aguas abajo adyacentes a cada marco de lectura abierto del pre-ARNm policistrónico, lo que conduce a transcripciones maduras limitadas distintas.